# Wallisi feketeorrú

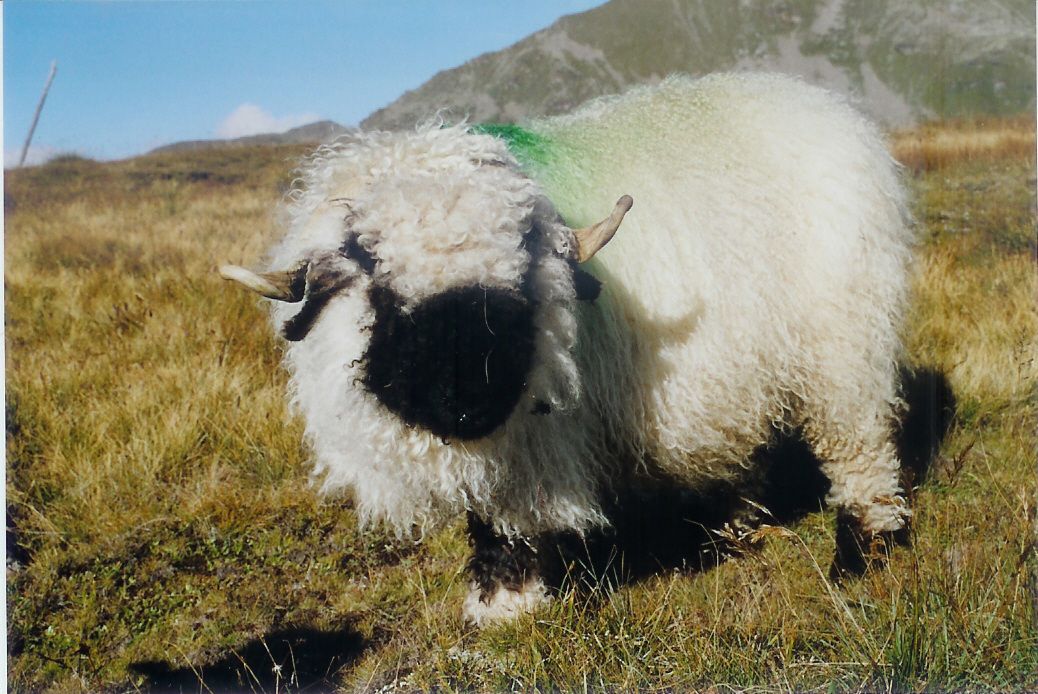
Felnőtt nőstény

A wallisi feketeorrú egy juhfajta, amit főleg Svájc délnyugati részén, Felső-Wallisban (Oberwallis), tartanak.

## Leírása
A faj jellemzője a fekete szőrzet az orron, a szemnél, a fülön, az elülső térden, az ugróízületnél és a talpon. Az anyajuhok farka vége is fekete, a bunda többi része fehér. Mindkét nem szarva csavart.
A wallisi feketeorrú a fajstandard szerint egy ellenállóképes, nagy kaliberű, erős törzsű, harmonikus hegyvidéki juh. Jól ellik és tejel. A szarvon kívül specifikus sajátossága a rövid, befordult fej, a széles pofa, a széles homlok és a középhosszú fül — főleg a hím fejformája jellegzetes. Orra kifelé hajlik; pofája az orrtól a fej közepéig fekete. A gyapjú a teljes testen egyenletes.
A kosok átlagos tömege 80–100 kilogramm, a nőstények 70–80 kilogrammosok. A kosok évente 3,5–4,5 kg, az anyajuhok 3–4 kg gyapjút adnak. A vemhesség aszezonális, azaz nincs meghatározó ellési időszak. A nőstények későn érnek, majd évente átlag 1,6 bárányt szülnek. Főleg fehér, hosszú szálú, durva és a végén általában göndör gyapja miatt tartják; gyapját főleg szőnyegkészítésre használják.
Kiválóan alkalmazkodott a magashegyi körülményekhez. Kis igényű és jól mászik, így a meredek, köves lejtőkön is legelhet. Tartózkodási helyét nem nagyon változtatja. Nyugodt, de nem ijedős és ragaszkodó fajta. A nyájban világos a hierarchia. A nyájat egyik legelőhelyről a másikra a legtöbbször az idősebb állatok vezetik. A pihenő- és legelő fázisok között gyakran nagy távokat tesznek meg. Mivel nagy területet járnak be, nincs szükség a rétek felosztására.
Ausztriában, Bajorországban és néhány svájci kantonban is tartanak feketeorrút. Ma kb. 13 700 regisztrált jószág van Svájcban.

## Története
A faj első írásos említése a 14. századból, a wallisi szabadságharcok idejéből maradt fenn. Valószínűleg a rá hasonlító vispertali juhból tenyésztették ki. Lehet, hogy keresztezték az észak-olasz „Bergamasker” hegyi juhfajtával. 1887-ben keresztezték valószínűleg Angliából és Németországból származó Cotswold-kosokkal is. 1938-ban tisztították a fajt, de nem határoztak meg fajstandardot vagy tenyésztési célt. Csak 1962-ben ismerték el hivatalosan fajtának. Két évvel később felvették a Svájci Juhtenyésztők Egyesületének könyvébe („Schweizer Schafzüchterband”). Azóta folyamatosan javítják a fajta állagát. 1983-ban a svájci juhállomány 9,3% volt wallisi feketeorrú.

## Képek

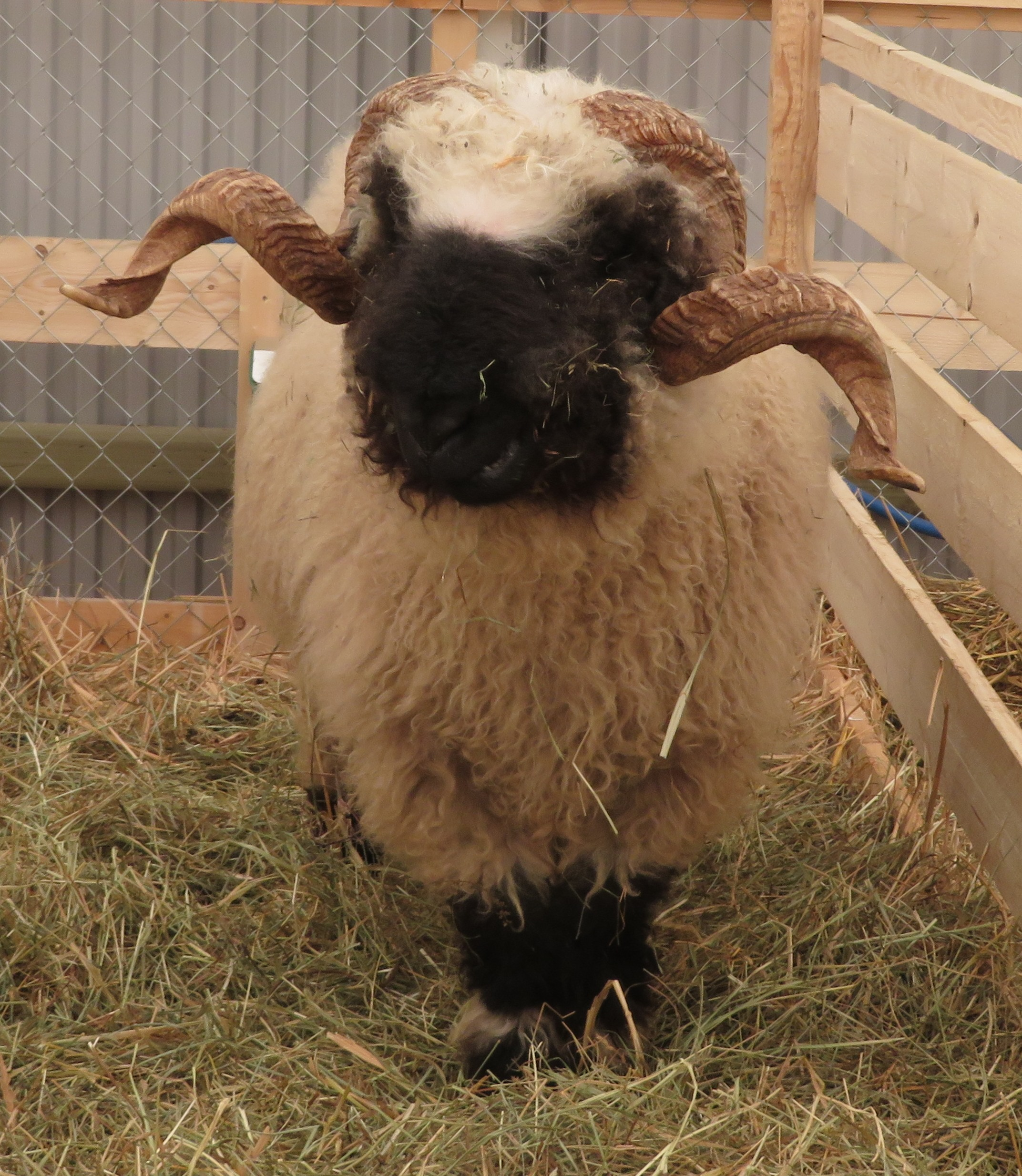
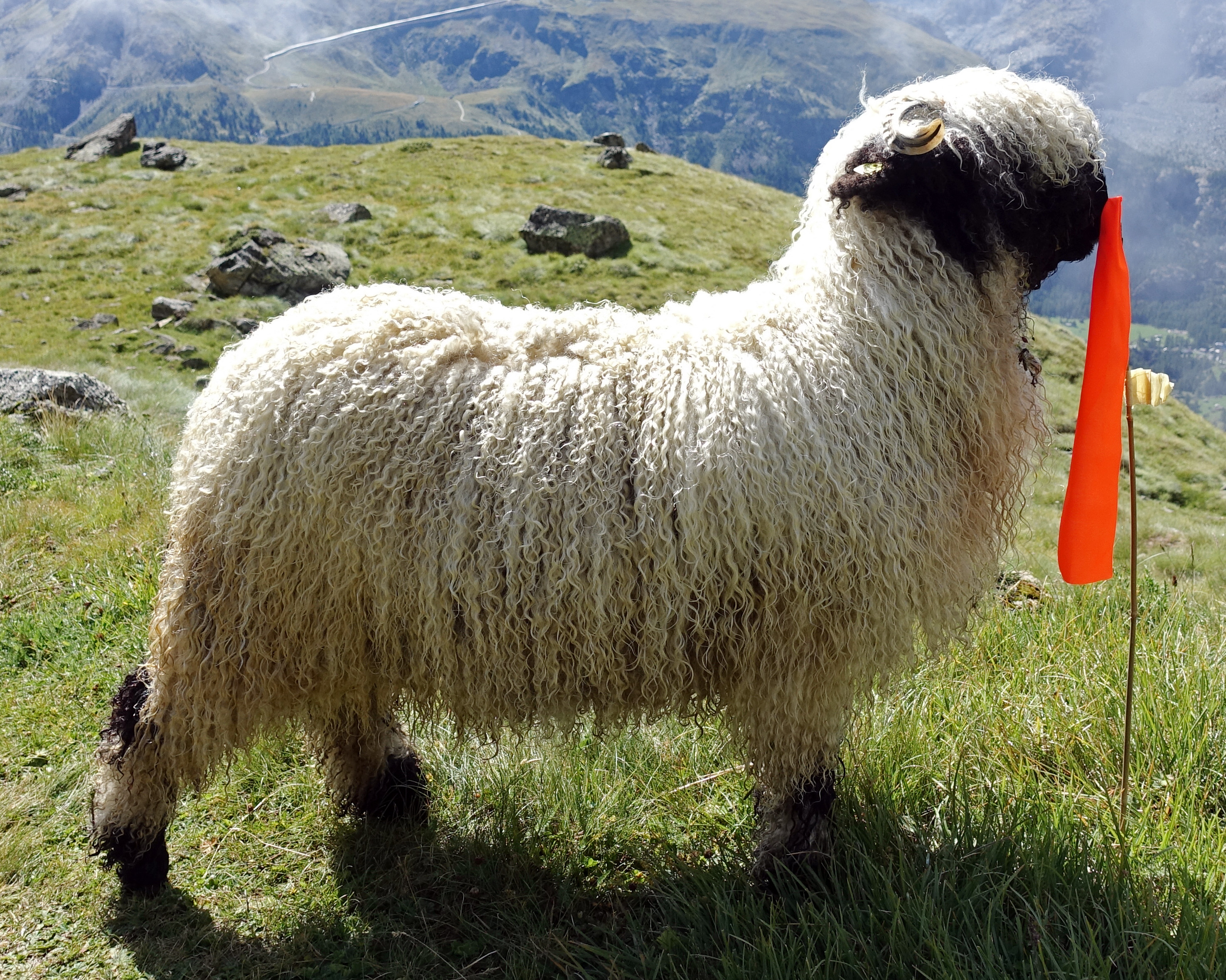
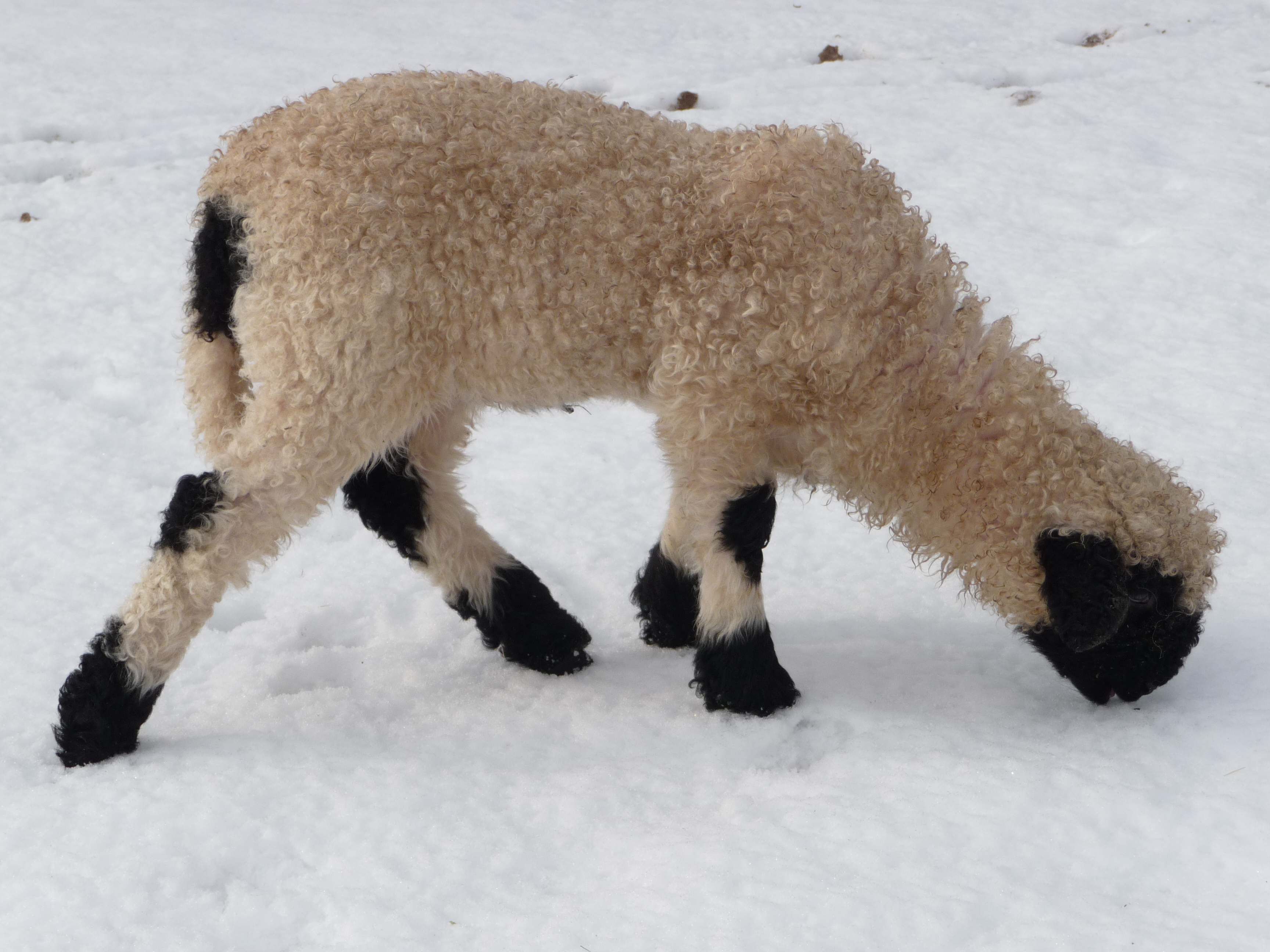
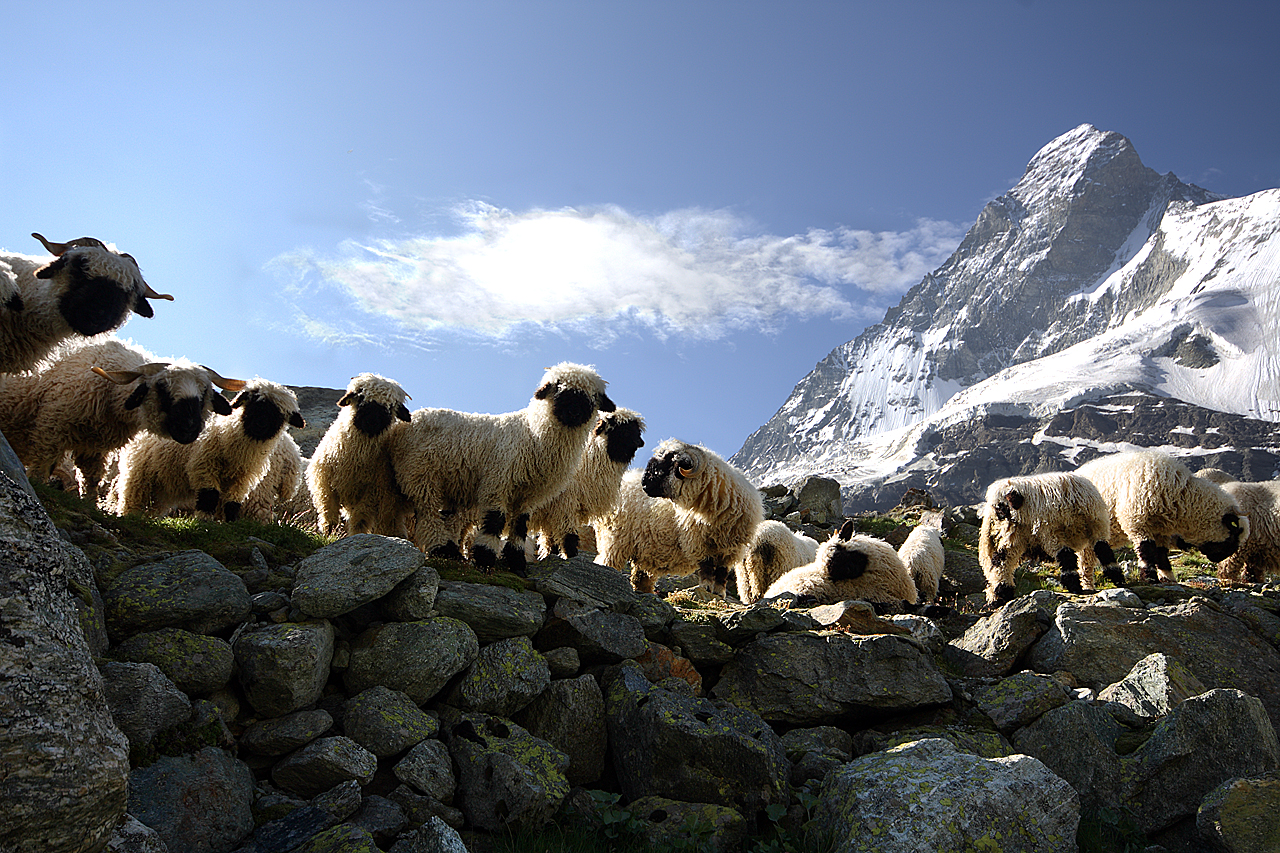
Wallisi feketeorrú birkák a Matterhornnál
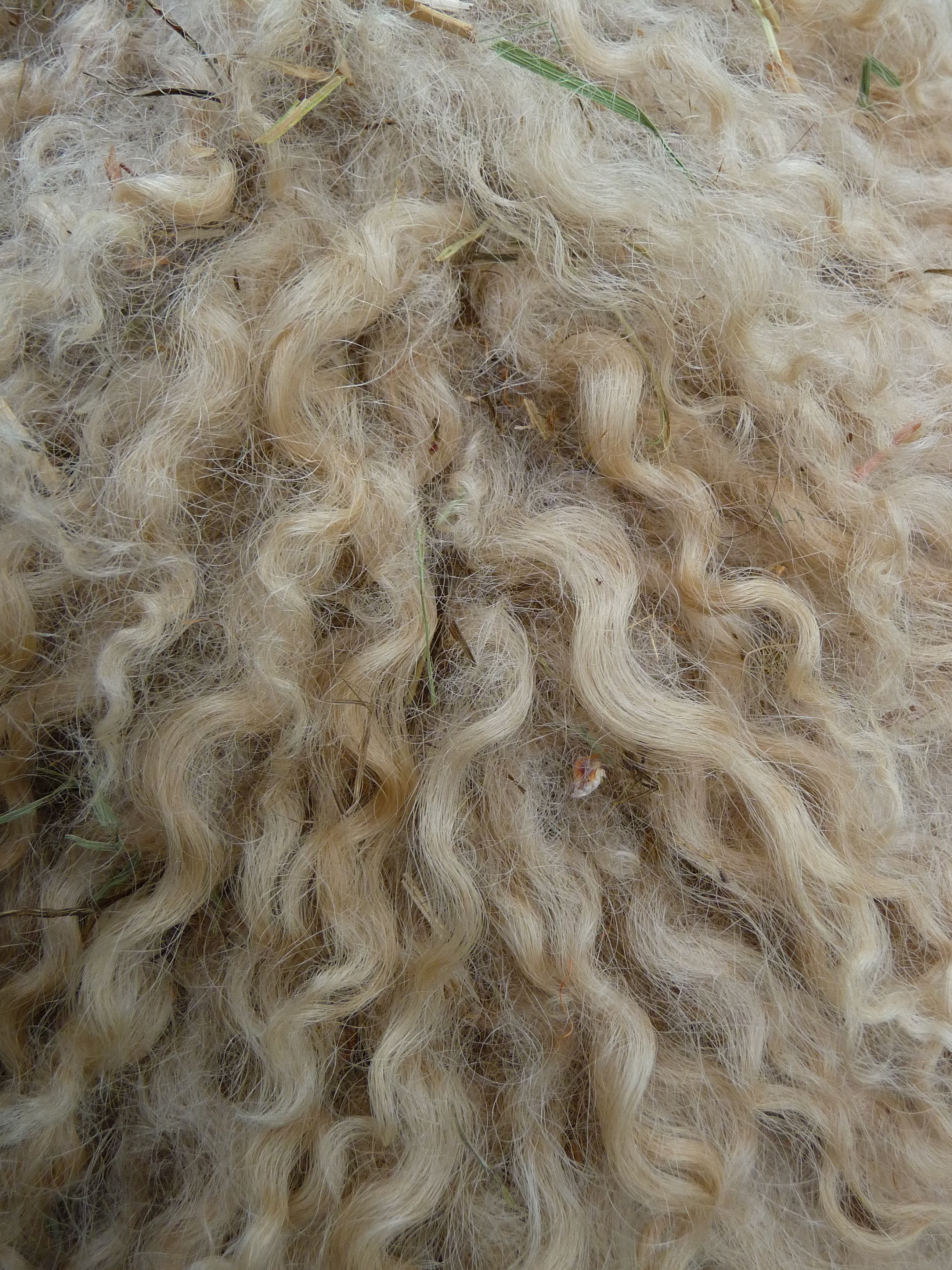
A gyapjú
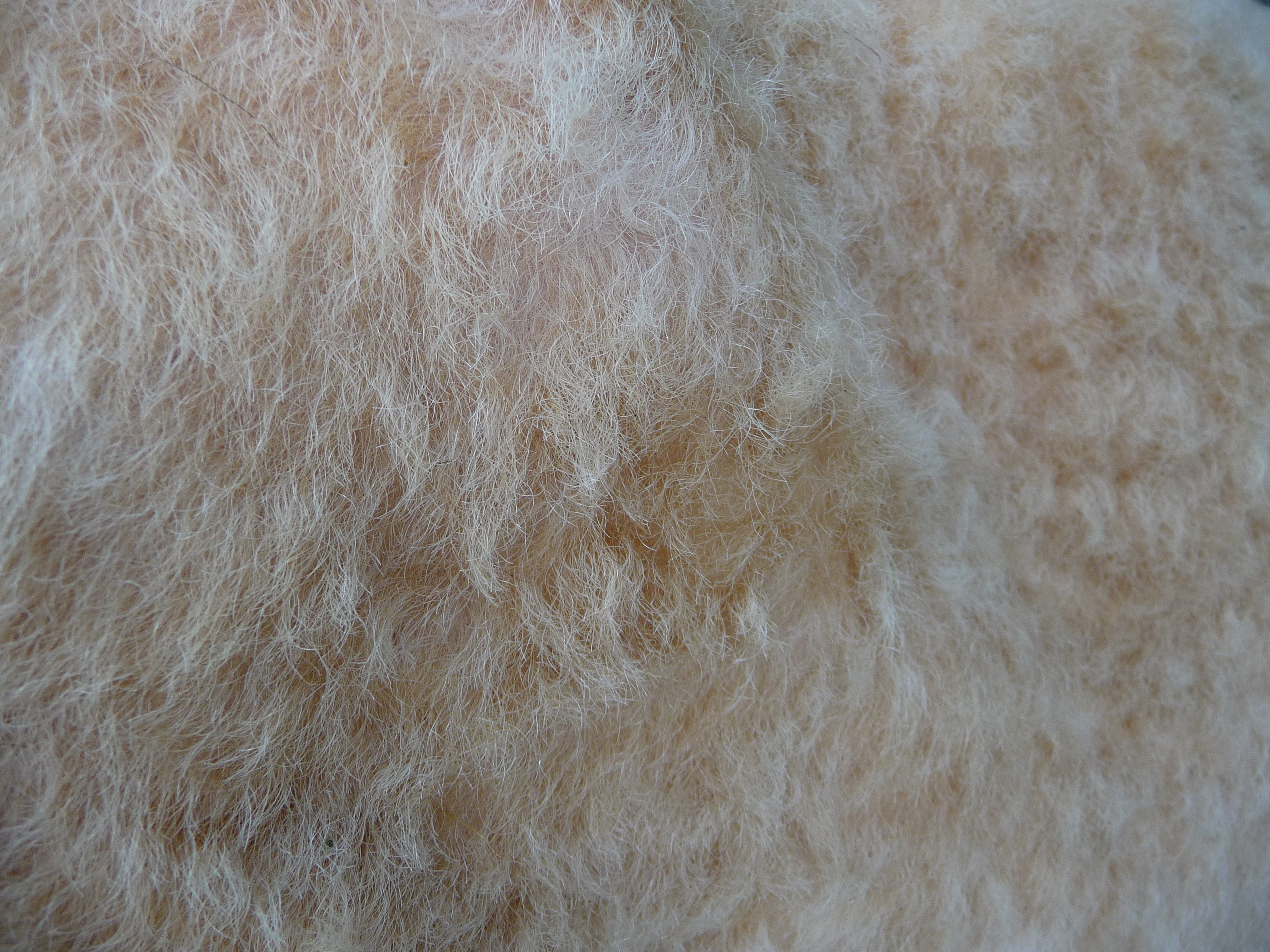
Alsó gyapjú nyírás után

## Fordítás
- Ez a szócikk részben vagy egészben  a   Walliser Schwarznasenschaf című német Wikipédia-szócikk fordításán alapul.  Az eredeti cikk szerkesztőit annak laptörténete sorolja fel. Ez a jelzés csupán a megfogalmazás eredetét és a szerzői jogokat jelzi, nem szolgál a cikkben szereplő információk forrásmegjelöléseként.